# TP Molunge
TP Molunge is een Congolese voetbalclub uit Mbandaka . De club speelt in de Linafoot, het hoogste afdeling van het profvoetbal in Congo-Kinshasa. De thuiswedstrijden worden afgewerkt in het Molungestadion, een stadion met een capaciteit van 2.000 toeschouwers.

## Erelijst
- Kampioenschap van de Evenaarsprovincie

2002, 2005